# Casa Senyorial de Naukseni
La Casa Senyorial de Naukšēni (en letó: Naukšēnu muižas pils) és una mansió construïda el 1820 a la regió històrica de Vidzeme, al municipi de Naukšēni del nord de Letònia.

## Història
La casa va ser renovada el 1843 per Friedrich Gottlieb Gläser en estil imperi d'acord amb els projectes realitzats pel seu patró Heinrich Wilhelm von Groth. Les modificacions addicionals es van fer a la fi del segle xix i novament el 1938. Entre 1920 i 1957 l'edifici va funcionar com una llar infantil. Allotja el museu d'història local Naukseni.